# Frullania turfosa
Frullania turfosa là một loài Rêu trong họ Jubulaceae. Loài này được Lindenb. & Gottsche mô tả khoa học đầu tiên..